# Amanirenas
Amanirenas (cũng được đọc là Amanirena) là một nữ hoàng của Vương quốc Meroitic của Kush.
Tên đầy đủ và danh xưng của bà là Amnirense qore li kdwe li ("Ameniras, Qore và Kandake").
Tên bà được gọi giữa những người dân địa phương có nghĩa là ("Amani là tên của cô ấy") và thuật ngữ kandake, phát âm kandaka có nghĩa là nữ hoàng hoặc người cai trị nữ mạnh mẽ.
Bà trị vì từ khoảng năm 40 trước Công nguyên đến năm 10 trước Công nguyên. Bà là một trong những kandakes nổi tiếng nhất, vì vai trò lãnh đạo quân đội Kushite chống lại người La Mã trong một cuộc chiến kéo dài năm năm, từ năm 27 trước Công nguyên đến năm 22 trước Công nguyên. Sau chiến thắng ban đầu khi Kushites tấn công Ai Cập La Mã, họ bị Gaius Petronius đuổi ra khỏi Ai Cập và người La Mã đã thiết lập một biên giới mới tại Hiere Sycaminos (Maharraqa). Amanirenas được mô tả là dũng cảm và mù một mắt.
Các bản khắc của người Meroitic cho Amanirenas danh hiệu của qore cũng như kandake cho thấy rằng bà là một nữ hoàng cầm quyền. Bà thường được coi là nữ hoàng được gọi là "Candace" trong các ghi chép của Strabo về cuộc chiến Meroitic chống lại Đế chế La Mã. Tên của bà được liên kết với tên của Teriteqas và Akinidad, nhưng mối quan hệ chính xác giữa ba người này không rõ ràng trong hồ sơ lịch sử.

## Xung đột La Mã

### Trận chiến đầu tiên
Khi Aelius Gallus, Tỉnh trưởng, hay quan tòa chính của Ai Cập, vắng mặt trong một chiến dịch ở Ả Rập vào năm 24 trước Công nguyên, Kushites đã phát động một cuộc tấn công vào Ai Cập. Amanirenas và Akinidad đã đánh bại các lực lượng La Mã tại Syene và Philae, và đẩy người Do Thái khỏi Đảo Voi.
Neil MacGregor đề cập đến các ghi chép của Strabo về một "nữ hoàng một mắt hung dữ Candace" đang bắt giữ một loạt pháo đài La Mã ở miền nam 25 trước Công nguyên Ai Cập. Quân đội của bà trở lại với một bức tượng đầu Augustus bằng đồng, được lấy từ một bức tượng của hoàng đế La Mã. Sau đó,bà "chôn cất cái đầu bị cắt đứt của Augustus vinh quang bên dưới những bậc thang của một ngôi đền dành riêng cho chiến thắng". Cái đầu, được tìm thấy ở Meroë năm 1912, hiện đang nằm tại Bảo tàng Anh.

### Chiến dịch Nubian của Petronius
Kushites đã bị đuổi ra khỏi Syene sau đó trong năm bởi Gaius Petronius, người hiện đang giữ vai trò của Roman Preinf ở Ai Cập. Theo một báo cáo chi tiết được thực hiện bởi Strabo (17: 53-54), quân đội La Mã đã tiến sâu vào Kush, và cuối cùng đã đến Napata. Mặc dù họ đã rút một lần nữa về phía bắc, họ đã bỏ lại một đơn vị đồn trú ở Qasr Ibrim (Primis), giờ trở thành biên giới của Đế chế La Mã. Kushites đã thực hiện một nỗ lực đổi mới để chiếm lấy Primis, nhưng Petronius đã kiểm tra lại nỗ lực này.
Sau sự kiện này, các cuộc đàm phán đã bắt đầu. Người Meroites đã gửi hòa giải đến Augustus, lúc đó đang ở Samos, vào năm 21/20 trước Công nguyên, một hiệp ước hòa bình đã được ký kết. Điều rất thuận lợi cho người Meroite là phần phía nam của Dải Ba mươi dặm, bao gồm cả Primis, đã được người La Mã sơ tán, và người Meroite được miễn phải cống nạp cho Hoàng đế. Mặt khác, người La Mã tiếp tục chiếm Dodekashoinos ("Vùng đất mười hai dặm") làm khu vực biên giới quân sự, vì vậy biên giới hiện nằm gần Hiere Sycaminos (Maharraqa).  
Sự sắp xếp này tiếp tục cho đến cuối thế kỷ thứ ba sau Công nguyên, với mối quan hệ giữa Meroe và La Mã Ai Cập nói chung vẫn bình yên trong thời gian này (F. Hintze 1978: 100). Tuy nhiên, vương quốc Kush đã bắt đầu mạnh lên như một cường quốc vào thế kỷ thứ nhất hoặc thứ hai sau Công nguyên.